# Gentiana zollingeri
Gentiane de Zollinger
Espèce
Classification phylogénétique
La Gentiane de Zollinger (Gentiana zollingeri) est une espèce végétale de la famille des Gentianaceae. C'est une plante originaire du Japon, de Chine et de Corée du Sud.

## Nom vernaculaire
Au Japon, la Gentiane de Zollinger est nommée Fuderindō (フデリンドウ, litt. « Gentiane pinceau ») en raison de la forme de son bouton qui rappelle celle de la pointe d'un pinceau de calligraphie.

## Synonymie
- Ciminalis zollingeri (Fawc.) Zuev
- Gentiana aomorensis Leveille
- Gentiana japonica Maxim.
- Gentiana taquetii Leveille
- Gentiana thunbergii Sieb. & Zucc.
- Gentiana zollingeri f. albiflora Tuyama
- Gentiana zollingeri f. yaichiana H. Toyokuni & Y. Toyokuni
- Varasia zollingeri (Fawc.) Sojak